# Margrethe Sogn (Aalborg Kommune)
 For alternative betydninger, se Margrethe Sogn. (Se også artikler, som begynder med Margrethe Sogn)
Margrethe Sogn er et sogn i Aalborg Budolfi Provsti (Aalborg Stift).
I 1973 blev Margrethekirken opført, og i 1979 blev Margrethe Sogn udskilt fra Ansgars Sogn. Det var udskilt fra Budolfi Landsogn, som hørte til Hornum Herred i Aalborg Amt. Budolfi Sogn lå i Aalborg Købstad, som ved kommunalreformen i 1970 blev kernen i Aalborg Kommune.